# Міст Гонконг — Чжухай — Макао
22°16′57″ пн. ш. 113°46′30″ сх. д. / 22.2824° пн. ш. 113.775° сх. д.
Міст Гонконг — Чжухай — Макао (кит. трад.: 港珠澳大橋; піньїнь: Gǎng Zhū Ào Dàqiáo) — автомобільний міст, завдовжки 49,6 км, має у своєму складі три вантові мости (загалом завдовжки 29,6 км)

, 
два насипних острови і секцію зануреного тунелю (завдовжки 6,7 км)
. 
Має шість смуг руху та сполучає Гонконг, Макао і Чжухай, три великих міста у дельті річки Чжуцзян, Китай. 
Кошторисна вартість проекту — US$10.6 млрд
. 
Будівництво офіційно було розпочато 15 грудня 2009 року.
 
Міст мав бути завершений наприкінці 2017 року, але введення в експлуатацію було відкладено до кінця 2018 року
 
введення його в експлуатацію затримувалось через узгодження механізмів здійснення прикордонного контролю, оскільки Гонконг і Макао є спеціальними адміністративними районами КНР. 
Ділянка мосту підконтрольна Гонконгу становить 12 км, а підконтрольна Макао — 13,9 км. 
Офіційне відкриття мосту відбулося 23 жовтня 2018 року.
Міст спроектувала британська Arup , а побудувала китайська China Communications Construction.
Довжина мосту складає 55 км. Час у дорозі між Гонконгом і Макао скорочується до 30 хвилин. До відкриття мосту автомобілі здійснювали 200 км об'їзд по мосту Хумень на півночі, час в дорозі — 3,5 години.
Два штучні острови, на яких розташовані в'їзди в тунель, обладнані різною інфраструктурою для водіїв і транспорту. Кожен острів укріплений 120 сталевими палями діаметром 22,5 м і висотою 55 м кожна.
Підводний тунель максимальною глибиною понад 40 м є найдовшим у Китаї (6,7 км), а також єдиним у світі тунелем у відкритому морі.
Міст має також три секції вантового (підвісного) моста із прольотами завдовжки 280—460 м для вільного проходження морських суден.
Висота мосту над водою 5,1 м, максимальна ширина — 33,1 м, ширина тунельної ділянки — 14,2 м. Загальна площа поверхні основної ділянки моста — понад 700 тис. м².
Автомобілі на мосту рухаються по двох трисмугових автомагістралях у кожному з напрямків. Швидкість руху — до 100 км/год. Пропускна спроможність мосту — 11 автомобілів на хвилину. До 2035 року вона має зрости в чотири рази і скласти 40 автомобілів на хвилину.
На будівництво основної частини мосту пішло 400 тисяч тонн сталі.
Гарантійний термін експлуатації мосту 120 років. Міст має витримати пориви вітру швидкістю до 180 км/год, удар вантажного судна вагою 300 тис. т та землетрус магнітудою 8 за шкалою Ріхтера.